# L-wartość
L-wartość (ang. L-value) – pojęcie stworzone na potrzeby języka C, a następnie zostało zaadaptowane w języku C++. W ogólności pojęcie to odnosi się do wartości, które istnieją dłużej niż przez jedno wyrażenie i można pobrać ich adres. Przykładowymi L-wartościami są: *ptr, ++z czy jakaś_zmienna.
Przeciwieństwem L-wartości są R-wartości (ang. R-value), którymi określane są wartości istniejące tylko przez jedno wyrażenie. Przykładami R-wartości są x+y, std::string (C++0x) oraz x++.